# Аю Цукимия
Аю Цукимия (яп. 月宮 あゆ Tsukimiya Ayu) — персонаж, созданный компанией Key. Главная героиня эротического визуального романа Kanon и единственная, кроме Наюки Минасэ, появлявшаяся на всех обложках игры, выпущенных Key. Аю была придумана дизайнером Итару Хиноуэ и Наоки Хисаей, написавшим сценарий для её сюжетной линии в игре. По словам Хисаи, именно характер Аю из всех персонажей Kanon ему удалось передать наиболее удачно, но он также отметил, что работа над этим образом была для него непростой. После того, как Хиноуэ нарисовала крылья на рюкзаке Аю, Хисая предложил, чтобы они удалили их как раскрывающие сюжетные ходы, и Хиноуэ поначалу с ним согласилась, но позднее крылья были возвращены.
Юити Айдзава, герой Kanon, встречает Аю, полную энергии девушку семнадцати лет, на следующий день после переезда в город, действие в котором проходит в игре. С развитием сюжета Юити обнаруживает, что Аю пытается найти что-то утерянное, но она не может вспомнить, что именно; Юити пытается помочь ей в поиске, но поначалу их старания безуспешны.
Аю является основным персонажем обоих аниме по мотивам Kanon, появляется во всех адаптациях игры и присутствует во многочисленных додзин-играх. Аю появляется также во второй серии Air вместе с Наюки Минасэ и Макото Саватари из Kanon. Её озвучивает актриса Юи Хориэ в японских версиях визуального романа и аниме. Аю посвящён лейтмотив «Hidamari no Machi» (яп. 日溜りの街, «Солнечный город»), несколько раз исполняющийся во время сцен с её участием в игре и в аниме-версии студии Kyoto Animation. В обзоре Anime News Network она описывается как персонаж, который «удерживается на уровне искренней прелести, что понравится некоторым зрителям».

## История создания
Наоки Хисая, придумавший сюжет для Аю, прокомментировал в интервью, что ночью перед днем, когда он должен был представить начало сценария Kanon, он внезапно вспомнил о своем давнем желании написать о девушке-призраке, которая ждет возвращения к ней главного героя. Он также сказал, что хотел во что бы то ни стало вписать эту линию и быстро набросал черновой вариант сценария за Аю. В то время начало её сценария одновременно являлось началом всей истории Kanon, хотя конкретно ничего определено не было. В конечном счете, Хисая смог оформить этот сюжет в стиле любовного визуального романа, и в процессе работы количество персонажей начало увеличиваться. Хисая подтвердил, что именно образ Аю ему удалось в Kanon раскрыть лучше всего, хотя это было непросто из-за её энергичности. Сценаристу же лучше удавались тихие и спокойные персонажи, таким образом, Аю представляла большую проблему. Хисая отметил, что частое использование «угу» было придумано не с самого начала, и что это выражение естественным образом вписалось в сценарий.

Разница между грубым (слева) и законченным (справа) оригинальным наброском Аю. Обратите внимание на отсутствие крыльев на законченном рисунке

Дизайнер Аю, Итару Хиноуэ, в интервью прокомментировала, что приложила много сил в работе над этим персонажем и что Аю была её любимым героем среди всех персонажей Kanon. У Хиноуэ была возможность нарисовать Аю на свой вкус, и ей очень хотелось, чтобы Аю носила большой жёлто-коричневый дафлкот и имела сильный характер. Хиноуэ сказала, что очень четко представляла себе её костюм, в отличие от всего остального. В то время, когда она придумывала дизайн, в Осаке, где расположен офис компании Key, проходило большое количество фестивалей. У Хиноуэ был шанс заметить, как много людей вокруг носили на фестивале крылья ангела, и потому она думала, что они бы выглядели действительно симпатично и позднее дорисовала их к образу Аю. Когда Хиноуэ прочитала завершенный сценарий Аю, она поняла, что неумышленно предсказала развитие её сюжетной линии из-за крыльев. Вскоре Хисая предложил Хиноуэ вырезать эту деталь. Крылья были, таким образом, убраны, но позднее добавлены снова. В то время как сама Хиноуэ первоначально выбрала цвета волос и глаз для всех, после обсуждения с остальной компандой разработчиков они были изменены, хотя Аю, Май и Наюки не претерпели сильных изменений.

## Внешность и характер
Аю — странная и таинственная семнадцатилетняя девушка, ровесница Юити, хотя благодаря небольшому росту (154 см) и весу в 41 кг изначально воспринимается героем намного моложе. Аю — самый низкорослый персонаж игры. Впервые предстает в светло-коричневом пальто (дафлкот), свитере и шортах, несмотря на зимние холода. Однако Аю является единственным персонажем Kanon, регулярно носящим рукавицы. Также носит коричневые носки с ромбовидным рисунком, зимние сапоги, красный ободок и характерный рюкзак с рисунком в виде ангельских крыльев. В детстве Аю ходила в розовом свитере, короткой юбке и с большим белым бантом на волосах. С детства Аю называется себя в разговоре «мужским» местоимением боку (яп. 僕) — вариант местоимения «я», редко используемый среди женщин.

## В других произведениях

Аю Цукимия (справа) на постере ко второму аниме по мотивам визуального романа Kanon от студии Kyoto Animation

Аю появлялась в других произведениях, созданных по мотивам визуального романа Kanon, а именно, в романах формата «лайт-новел», drama CD, манге и аниме. Из пяти романов, написанных по Kanon, Аю является центральным персонажем заключительного — Hidamari no Machi (яп. 日溜りの街). В двух из пятнадцати выпущенных drama CD Аю является главной героиней, а также появляется в пяти других. В первой официальной манге история Аю сделана главной героиней, а её сюжет — единственная из сценариев пяти героинь — погружающийся в подробности и раскрывающий заключительные ходы. Во второй версии манги, напротив, фигурирует как центральный персонаж лишь в последней главе, но ей уделено наибольшее количество страниц манги после Наюки Минасэ. Она также появлялась в многочисленных антологиях манги Kanon.
В 2002 году студия Toei Animation сняла первое аниме по мотивам Kanon, дизайнером персонажей выступил Ёити Ониси, который в своих рисунках базировался на работах Итару Иноуэ. В 2006 году Kyoto Animation создала новое переложение Kanon с новым анимационным рядом и более детализированной историей; дизайнером персонажей стал Кадзуми Икэда, тоже опиравшийся на оригинальные работы Хиноуэ в игре. В обеих версиях аниме Аю выбрана центральным женским персонажем, и Юити влюбляется в неё в конце.
Аю фигурирует во многих произведениях, не связанных напрямую с Kanon, её также упоминают как чрезвычайно популярного персонажа, признанного и в Японии, и на западе. Аю «чаще появляется вне оригинального Kanon, чем любой существующий персонаж аниме или хентай-игры». Она присутствует во многих додзин-играх, в частности, Glove on Fight и Eternal Fighter Zero. Во второй серии аниме, снятого по мотивам другой игры Key Air, Аю Цукимия, Наюки Минасэ и Макото Саватари появляются в эпизодической сцене разговора с Юкито Кунисаки.
Сотрудники Key одно время имели планы по выпуску социального симулятора под предварительным названием Angel Maker (яп. エンジェルメーカー ёндзэру мэ:ка:) с десятилетней Аю в виде главной и единственной героини. Игру планировалось выпустить 30 июля 2000 года, но Key впоследствии никогда не упоминала этот проект. Также были анонсированы другие игры об Аю: экшен Ayu Ayu Panic (яп. あゆあゆパニック аю аю паникку), RPG Taiyaki Quest (яп. タイヤキクエスト тайяки куэсуто) и компьютерная викторина Quiz de Ugu (яп. クエズでうぐぅ куэдзу дэ угу:).

## Музыкальная тема
Музыкальной темой Аю является «Hidamari no Machi» (яп. 日溜りの街), исполняемая по ходу игры Kanon несколько раз в сценах с её участием; также использована в аниме-версии Kyoto Animation. Впервые слышна во время первого появления Аю и в визуальном романе, и в вышеупомянутой версии аниме. Музыка была написана Синдзи Орито, одним из ведущих композиторов Key. С продолжительностью 3:04 мин., она является длиннейшей из музыкальных тем в альбоме Kanon Original Soundtrack. Ремикс Магомэ Тогости появляется в альбомах Anemoscope и Recollections. «Hidamari no Machi» была написана преимущественно на синтезаторе на базе фортепьяно под аккомпанемент скрипки, вибрафона и ударных. В официальном буклете к Kanon Original Soundtrack Синдзи Орито отметил, что «это, вероятно, песня, которую я люблю больше всего из всех музыкальных тем… Мне кажется, ударные по-настоящему хороши».